# Metriopelia
Metriopelia ist eine Gattung der Taubenvögel, die zur Unterfamilie der Amerikanischen Kleintauben gehört. Zur Gattung werden in der Regel vier Arten gerechnet, die in  Südamerika beheimatet sind.

## Erscheinungsbild
Metriopelia sind kleine Taubenvögel. Die kleinste Art ist das Aymaratäubchen, das nur eine Körperlänge von 19 Zentimetern erreicht. Am größten ist das Kordillerentäubchen mit 22 Zentimetern.
Wie für Amerikanische Kleintauben charakteristisch ist ihre Gestalt kompakt. Dem Gefieder fehlen auffällige Farben. Grau- und Brauntöne mit schwarzen Flecken und Federsäumen überwiegen. Ein auffälliger Geschlechtsdimorphismus, wie er für die nah verwandte Gattung Claravis charakteristisch ist, fehlt bei dieser Gattung. Drei Arten haben auffallende Augenringe, was bei einer Art zur deutschen Bezeichnung Brillentäubchen führte.  Der Augenring ist bei dieser Art leuchtend gelb und von einem schmalen schwarzen Außenring umschlossen. Ähnlich gezeichnet sind das Morenotäubchen und das Kordillerentäubchen, bei der der Augenring allerdings kräftig orange beziehungsweise gelborange ist.

## Verbreitung und Lebensraum
Das Verbreitungsgebiet der Metriopelia-Arten begrenzt sich auf Südamerika. Das Brillentäubchen und das Aymaratäubchen sind in Peru, Bolivien und in Chile beheimatet. Das Morenotäubchen besiedelt Hochlandebenen im Nordwesten Argentiniens. Das Kordillerentäubchen ist dagegen eine Art der Puna-Zone Südamerikas. Sie kommt in Peru, Bolivien, Chile, Ecuador und dem Westen Argentiniens vor.
Claravis sind Arten des Hochlands. Das bislang nur unzureichend erforschte Morenotäubchen ist bislang nur in Höhenlagen über 2.000 Meter NN beobachtet worden. Das Brillentäubchen und das Kordillerentäubchen nutzen als Lebensraum trockene Hochebenen und Hochtäler der Anden. Das Kordillerentäubchen findet sich dort vor allem an bewaldeten Berghängen. Das Aymaratäubchen ist die Art, die bis jetzt in den höchsten Lagen beobachtet wurde. Sie kommt noch in Höhenlagen über 4.500 Meter vor.

## Verhalten
Über das Freilandleben der Metriopelia-Arten ist verhältnismäßig wenig bekannt. Das Brillentäubchen und vermutlich auch das Morenotäubchen sind Höhlenbrüter, die sowohl Baumhöhlen als auch Felsspalten nutzen. Das Brillentäubchen brütet in Ortschaften auch in Löchern und Spalten von Hauswänden.

## Arten
Folgende Arten gehören zur Gattung Metriopelia:
- Brillentäubchen (M. ceciliae)
- Morenotäubchen (M. morenoi)
- Kordillerentäubchen (M. melanoptera)
- Aymaratäubchen (M. aymara)

## Belege